# Austribalonius horridus
Genre
Espèce
Austribalonius horridus, unique représentant du genre Austribalonius, est une espèce d'opilions laniatores de la famille des Podoctidae.

## Distribution
Cette espèce est endémique du Queensland en Australie. Elle se rencontre dans les monts Cardwell.

## Description
La femelle holotype mesure 1,59 mm.

## Publication originale
- Forster, 1955 : « Further Australian harvestmen (Opiliones). » Australian Journal of Zoology, vol. 3, p. 354–411.